# Tatiana Vivienne
Pour les articles homonymes, voir Vivienne.
 (octobre 2020).
Tatiana "Tati" Vivienne est une défenseure des droits humains centrafricaine (RCA). Elle fonde et dirige Femmes Hommes Action Plus (FHAP - English: Women Men Action Plus), une organisation qui se concentre sur l'aide aux jeunes femmes et filles marginalisées et traumatisées.

## Jeunesse
Tatiana Vivienne grandit dans la banlieue de Bangui, capitale de Centrafrique. Elle est issue d'un fratrie de dix enfants : quatre filles et six fils. À environ cinq ans, son père se voit obligé de faire déménager la famille à Baboua, dans le nord-ouest du pays, pour y travailler. Elle fréquentera alors une école catholique. En raison de l'instabilité en RCA, ses parents l'envoient en Afrique de l'Ouest pour terminer ses études en sciences sociales.

## Activisme
Diplômée, elle revient en 2010 dans son pays. Elle rencontre des femmes et des enfants qui avaient survécu aux massacres perpétrées par l'Armée de résistance du Seigneur (LRA). Certaines auront été forcées de commettre des infanticides. Elle signe à la suite un contrat de dix jours au sein de l'organisation britannique Conciliation Ressources pour leur venir en aide. Elle y travaillera deux ans en tant de Consultante Internationale. Vivienne fonde ensuite l'organisation Femmes Hommes Action Plus (FHAP)  en 2011. Il vise à aider les plus démunies, les filles et les jeunes femmes abandonnées par tout le monde et aide également à réintégrer les femmes dans leurs communautés, y compris celles qui se sont échappées de la LRA. Parlant du FHAP, Vivienne a déclaré : "Nous sommes la voix des sans-voix". Son organisation est l'une des rares organisations à surveiller, documenter et signaler les violations des droits de l'homme commises par la LRA dans la région de l'Est. Le FHAP fournit également un soutien juridique et psychologique aux victimes.